# Carmelo de Cristo Redentor (Aveiro)
O Carmelo de Cristo Redentor ou, simplesmente, Carmelo de Aveiro, é um convento de clausura monástica de Monjas Descalças da Ordem da Bem-Aventurada Virgem Maria do Monte Carmelo localizado na freguesia de São Bernardo, na cidade e distrito de Aveiro, em Portugal.
Este convento carmelita foi consagrado à redenção da Humanidade por meio do sacrifício de Jesus Cristo.